# NGC 7778
NGC 7778 је елиптична галаксија у сазвежђу Рибе која се налази на NGC листи објеката дубоког неба.
Деклинација објекта је + 7° 52' 14" а ректасцензија 23h 53m 19,5s. Привидна величина (магнитуда) објекта NGC 7778 износи 12,7 а фотографска магнитуда 13,7. NGC 7778 је још познат и под ознакама UGC 12827, MCG 1-60-43, CGCG 407-69, ARAK 586, PGC 72756.